# Lista de representantes permanentes de Tuvalu nas Nações Unidas
Esta é uma lista de representantes permanentes de Tuvalu, ou outros chefes de missão, junto da Organização das Nações Unidas em Nova Iorque.
Tuvalu foi admitido como membro das Nações Unidas a 5 de setembro de 2000.
| Início | Término | Representante permanente (Chefe de missão) | Cargo                    | Credenciais |
| ------ | ------- | ------------------------------------------ | ------------------------ | ----------- |
| 2001   | 2006    | Enele Sopoaga                              | Representante permanente | 2001-07-03  |
| 2006   | 2012    | Afelee F. Pita                             | Representante permanente | 2006-12-19  |
| 2012   | atual   | Aunese Simati                              | Representante permanente | 2012-12-20  |